# 江南村 (福岡県)
江南村（えなみむら）は、福岡県浮羽郡にあった村。現在のうきは市、朝倉市の一部。

## 地理
筑後川の左岸、巨瀬川中流域に位置していた。

## 歴史

### 沿革
- 1889年（明治22年）4月1日 - 町村制の施行により、生葉郡新治村、八和田村、生葉村、江南村が合併して村制施行し、江南村が発足[1][2]。
- 1896年（明治29年）4月1日 - 郡の統合により浮羽郡に所属[1][3]。
- 1902年（明治35年）- 郡農会の農事試験地設定[1]
- 1903年（明治36年）- 新治信用購買販売組合設立[1]
- 1906年（明治39年）- 江南信用購買組合設立[1]
- 1908年（明治41年）- 耕地整理実施（2年間）[1]
- 1955年（昭和30年）1月1日 - 浮羽郡吉井町、千年村、福富村、船越村と合併し吉井町が存続して廃止された[1][2]。

### 地名の由来
筑後川の南岸に立地していることにちなむ。